# Toni Edgar-Bruce
Toni Edgar-Bruce (4 de junho de 1892 – 28 de março de 1966) foi uma atriz britânica.

## Filmografia selecionada
- Tell England (1931)
- Brother Alfred (1932)
- The Broken Melody (1934)
- Lilies of the Field (1934)
- Captain Bill (1936)
- Boys Will Be Girls (1937)
- Scruffy (1938)
- The First of the Few (1942)
- Heaven Is Round the Corner (1944)
- Derby Day (1952)